# Opus Relinque
«Opus Relinque» (latín: Opus [obra/trabajo] y Relinque [abandonar/dejar], por extensión traducido como abandonar la obra) (AFI: 'o.pus 're.lin.kue) es una canción de la banda noruega de metal gótico Tristania, presente en su segundo álbum de estudio Beyond The Veil (1999), siendo su cuarta pista.
También fue incluida con algunas ediciones en el EP Midwintertears/Angina del 2001 y en el recopilatorio Midwinter Tears del 2005.
"Opus Relique", en su versión editada para radio fue lanzada como un sencillo el 18 de mayo de 1999, junto con "Angina" y un tema hasta entonces inédito, "Saturnine".

Es una de las piezas más místicas y complejas del álbum y tradicionalmente es considerada una de las obras maestras de Tristania.
Los arreglos musicales fueron compuestos en conjunto por el tecladista Einar Moen y el guitarrista Anders H. Hidle, mientras que las letras fueron escritas básicamente por Moen.

## Descripción
"Opus Relinque" se caracteriza por su composición compleja y elaborada, prácticamente sin seguir una estructura lineal definida, con continuos cambios de ritmo y armonía, incluyendo intermedios de ópera barroca.
La canción empieza con una melodía parecida a la que produce una caja de música, para luego estallar con voces guturales y rifs de guitarras acompañados por un teclado virtuoso, entonces aparece Vibeke Stene pronunciando versos en latín, seguida de un violín aterrador.
Luego del intermedio de Vibeke y el violín reaparecen las voces guturales y el teclado, luego Vibeke pronunciando los mismos versos en latín seguida inmediatamente por un coro de sopranos cantando en latín; de pronto la canción estalla en un frenesí de violín y guitarras, para dar paso a voces guturales desgarradoras, entonces hay un breve interludio en el que se pueden oír gemidos sexuales.
Posteriormente volvemos a las mismas voces guturales del principio seguidas de una suave melodía de violonchelo y piano para dar paso a un dulce coro de sopranos pronunciando tres veces la frase "Agnus Dei" ("cordero de Dios" en latín), le sigue un relajante piano como antesala a la grandilocuente voz de Vibeke y luego un coro en el que su voz destaca. Finalmente guturales furiosas y un outro de música oriental para dar una última nota de batería y guitarra.

## Lírica
"Opus Relinque" resulta ser técnicamente una de las canciones más místicas y diversas del resto del álbum y de la banda en general, debido principalmente a que gran parte de la letra está escrita en latín (todas las partes de voz femenina y corales).
En cuanto a la letra, habla sobre el universo en caos, como si se describiera su destrucción. La frase "sanguine rebirth" (renacimiento optimista) hace referencia a la recuperación de este mundo y "claiming lands where even angels fear to tread" (pidiendo a gritos tierras que incluso los ángeles temen pisar) quiere decir un posible universo paralelo.

## Créditos
- Vibeke Stene - Vocales femeninos y coros
- Morten Veland - Voz gutural, guitarra y coros
- Anders H. Hidle - Guitarra y coros
- Rune Østerhus - Bajo
- Einar Moen - Sintetizadores y programación
- Kenneth Olsson - Batería y coros

Miembros de sesión:
- Pete Johansen - Violín
- Hilde T. Bommen, Maiken Stene, Sissel B. Stene, Jeanett Johannessen, Rino A. Kolstø - Coros